# Cunel
Cunel és un municipi francès situat al departament del Mosa i a la regió del Gran Est. L'any 2007 tenia 16 habitants.

## Demografia

### Població
El 2007 la població de fet de Cunel era de 16 persones. Hi havia 12 famílies, de les quals 4 eren unipersonals (4 homes vivint sols) i 8 parelles sense fills.
La població ha evolucionat segons el següent gràfic:
Habitants censats

### Habitatges
El 2007 hi havia 21 habitatges, 10 eren l'habitatge principal de la família, 4 eren segones residències i 6 estaven desocupats. 20 eren cases i 1 era un apartament. Tots els 10 habitatges principals que hi havia estaven ocupats pels seus propietaris; 1 tenia tres cambres, 3 en tenien quatre i 6 en tenien cinc o més. 8 habitatges disposaven pel capbaix d'una plaça de pàrquing. A 8 habitatges hi havia un automòbil i a 2 n'hi havia dos o més.

### Piràmide de població
La piràmide de població per edats i sexe el 2009 era:
| Homes | Edats   | Dones |
| ----- | ------- | ----- |
| 0     | 95 o +  | 0     |
| 0     | 90 a 94 | 0     |
| 0     | 85 a 89 | 4     |
| 0     | 80 a 84 | 0     |
| 4     | 75 a 79 | 0     |
| 0     | 70 a 74 | 4     |
| 0     | 65 a 69 | 0     |
| 0     | 60 a 64 | 0     |
| 0     | 55 a 59 | 0     |
| 4     | 50 a 54 | 0     |
| 0     | 45 a 49 | 0     |
| 4     | 40 a 44 | 0     |
| 0     | 35 a 39 | 0     |
| 0     | 30 a 34 | 0     |
| 0     | 25 a 29 | 0     |
| 0     | 20 a 24 | 0     |
| 0     | 15 a 19 | 0     |
| 0     | 10 a 14 | 0     |
| 0     | 5 a 9   | 0     |
| 0     | 0 a 4   | 0     |

## Economia
El 2007 la població en edat de treballar era de 5 persones, 4 eren actives i 1 inactiva. Les 4 persones actives estaven ocupades(3 homes i 1 dona).. L'única persona inactiva estava jubilada.
Activitats econòmiques
L'any 2000 a Cunel hi havia 6 explotacions agrícoles.

## Poblacions més properes
El següent diagrama mostra les poblacions més properes.